# Trippin' (That's the Way Love Works)
"Trippin' (That's the Way Love Works)" är en låt framförd av den amerikanska sångaren Toni Braxton. Låten skrevs av henne själv, Johntá Austin, Bryan-Michael Cox och Kendrick Dean och producerades av de två sistnämnda. Låttextens tema berör turbulens i kärleksförhållanden med en ljudbild som beskrivits som "olycksbådande". Likt Braxtons tidigare musikkatalog är "Trippin' (That's the Way Love Works)" en låt i genren R&B. Den är uppbyggd kring en repeterande pianoslinga och med en basgång som hämtar influenser från närbesläktade genren hiphop. Braxton använder en sångstil som beskrevs som att "hälften sjunga och hälften snabbt prata låttexten", en stil som hon först använde på sitt tredje studioalbum The Heat (2000).
"Trippin' (That's the Way Love Works)" gavs ut som den andra singeln från Braxtons sjätte studioalbum Libra (2005). Efter en mindre framgångsrik period i Braxtons karriär blev utgivningen av singeln delvis inställd med knapphändig marknadsföring och utebliven musikvideo. Musikjournalisters bemötande till låten var övervägande positivt och jämförde den med musik utgiven av Mariah Carey och Mary J. Blige. Utan stöd av skivbolaget Blackground missade "Trippin' (That's the Way Love Works)" den prestigefyllda amerikanska singellistan Billboard Hot 100. Den nådde istället som bäst plats 67 på förgreningslistan Hot R&B/Hip-Hop Songs. År 2017 rankade Billboard låten på plats 20 på deras lista över Braxtons tjugofem bästa låtar. Den 2 oktober 2021 släppte Blackground låten och resten av albumet Libra till alla streamingstjänster.

## Bakgrund
År 2003 lämnade Toni Braxton LaFace Records, skivbolaget som hjälpt henne bli en av 1990-talets största artister med hits som "Un-Break My Heart" (1996) och "He Wasn't Man Enough" (2000). Braxton skrev på för Blackground Records som hjälpt artister som Aaliyah och Jojo. Efter det nya skivkontraktet påbörjade Braxton arbetet på sitt sjätte studioalbum Libra. Braxton skapade först ett album tillsammans med sin dåvarande make Keri Lewis. Blackground ansåg dessvärre att innehållet inte var tillräckligt "kommersiellt" och uppmanade henne att återvända till inspelningsstudion för att skapa ytterligare musik. Braxton var under press då hon under de tre senaste åren upplevt en stor nedgång i popularitet och en rad mindre framgångsrika utgivningar. Hon uttryckte att det var svårt att modernisera det sound som gjort henne känd under 1990-talet. Blackgrounds ägare, Universal Records och dess internationella filialer, gav Braxton konstruktiv feedback och uppmuntran.

## Inspelning och komposition

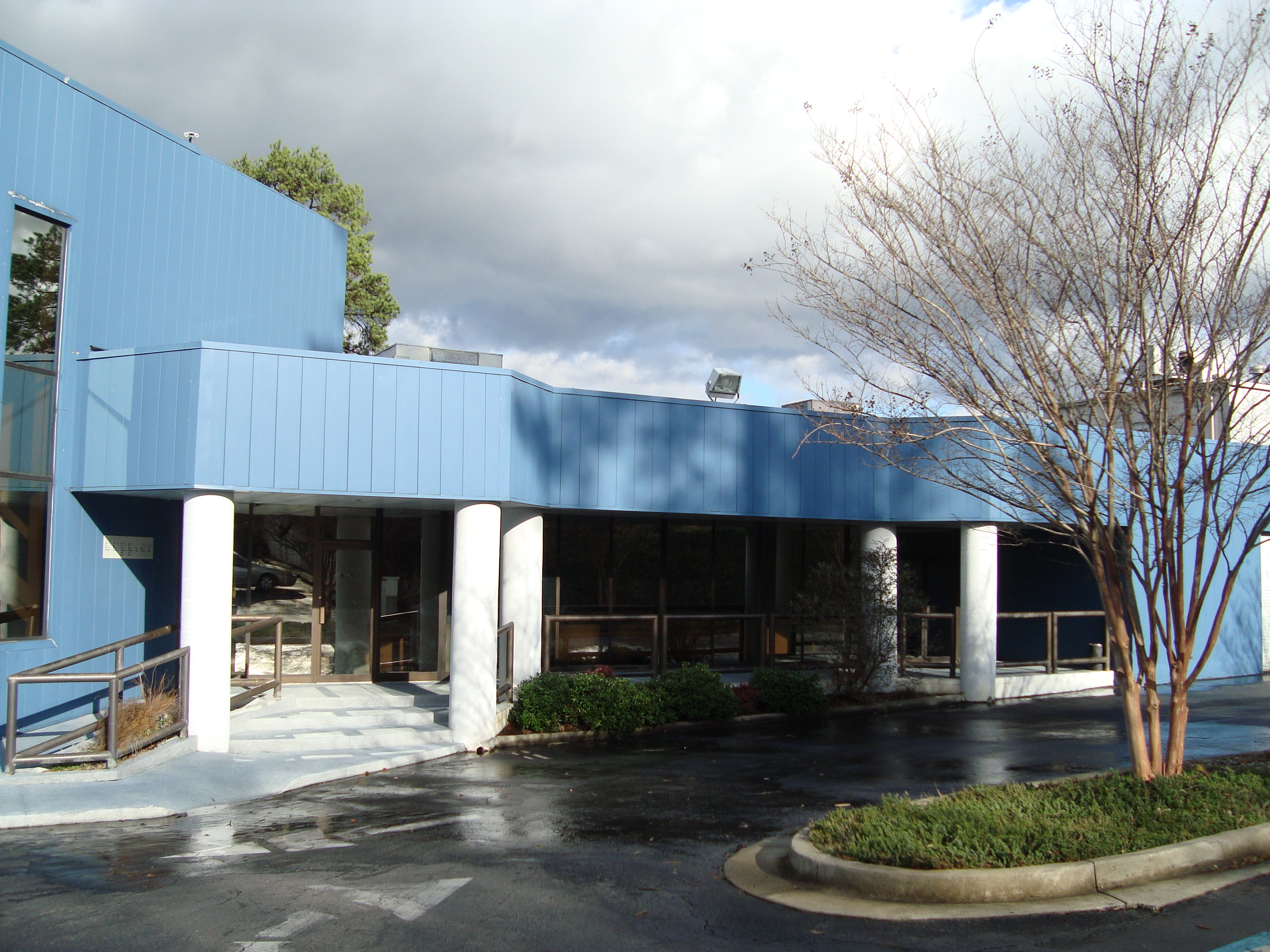
Inspelningsstudion Doppler Studios i Atlanta, Georgia, där "Trippin' (That's the Way Love Works" skapades.

"Trippin' (That's the Way Love Works)" skrevs av Braxton, Bryan-Michael Cox, Kendrick "Wyldcard" Dean och Johnta' Austin. Den producerades av Cox och Dean och den sistnämnda spelade även stränginstrument medan Siete stod för gitarrsolo. Dean och Braxton producerade och spelade in bakgrundssång och ackompanjerades av Tamar Braxton som bidrog med bakgrundssång på flertalet av albumspåren på Libra. Låten spelades in och ljudmixades av Sam Thomas vid Doppler och Upstairs Studios, båda belägna i Atlanta, Georgia.
Likt Braxtons tidigare musikkatalog är "Trippin' (That's the Way Love Works)" en låt i genren R&B. Den har en speltid på fyra minuter och fem sekunder (4:05). Låten har ett medelsnabbt tempo och är uppbyggd kring en pianoslinga som görs sällskap av en polissiren-sampling. Kompositionen har en kraftig basgång och hämtar inspiration från närbesläktade genren hiphop. Braxton tillämpar en sångstil som hon först började använda på hennes tredje studioalbum The Heat (2000). Hon framför låttexten sjungande och harmoniserande men alternerar också med att snabbt prata låttexten. Sångstilen jämfördes med den Mariah Carey och Mary J. Blige använder på "We Belong Together" respektive "Be Without You", låtar i samma genre som också skapats av Cox. Braxtons sångstil beskrevs som "hälften sjungande och hälften rappande på ett sätt som bara en sångare kan göra." Hennes rap jämfördes med den amerikanska hiphop-artisten Twista.
Låttexten i "Trippin' (That's the Way Love Works)" berör turbulens i kärleksrelationer. Samplingen av polissirenen bidrar till en "olycksbådande" ljudbild där Braxton bland annat sjunger; "Love is found way down in the trenches/ When he’s throwin a fit/ And she is sittin there crying/ We tear it up/ To patch it up/ Break up/ To make up". En musikrecensent från Rated RnB menade att sirenen i bakgrunden "säkerligen" var menad att kunna associeras den olyckliga utgång som bråk i nära relationer ibland kan leda till. Under låtens refräng sjunger Braxton; "We say things that we don't mean/ But that's the way love works out sometimes".

## Utgivning och mottagande
"Trippin' (That's the Way Love Works)" blev den andra singeln att ges ut från Libra. Blackground skickade låten till amerikanska radiostationer 26 september 2005, samma dag som CD-singlar släpptes till musikaffärer. Singeln blev en av veckans mest adderade på topplistan Urban Top 50 av tidskriften R&R Magazine. Systerbolaget Edel Records gav ut låten i Tyskland 18 november 2005. Singeln innehöll spåret "I Hate You" som b-sida. Utgivningen blev dessvärre delvis inställd av Blackground som inte marknadsförde låten eller beställde någon musikvideo. Braxton framförde låten live vid The Tom Joyner Show, vid UNCFs tribut till Stevie Wonder vid 2005 års Soul Train Awards samt en akustisk version av låten vid AOL Sessions den 10 september 2005.
Efter utgivningen fick "Trippin' (That's the Way Love Works)" positiv kritik från musikjournalister som jämförde den med "We Belong Together" och "Be Without You". Andy Kellman från AllMusic ansåg att låten var en av de tre bästa på Libra. I sin recension av Libra skrev Tammy La Gorce från Amazon: "Höjdpunkterna finns enbart på skivans första halva. 'Please' är en föraning till vad som universellt kommer att ses som den här skivans bästa spår; 'Trippin' (That's the Way Love Works)'. Den har vad så många strävar efter; den liga av låtar som är synonymen till 'oemotståndlig'." Andra kritiker var positiva till Braxtons val av framförande. Sputnik Music skrev: "Libra är inte utan hiphop-influenser. 'Trippin', den andra singeln är framförd på ett vis som jag brukar kalla 'rappa så som sångare gör det'. Att snabbt prata utan att melodin eller harmonierna går förlorade." Oliver Lambrecht från den tyska webbplatsen Laut.de avfärdade Libra i sin helhet och ansåg att "Trippin' (That's the Way Love Works)" inte erbjöd lyssnaren på någon spänning.
År 2017 rankade Billboard låten på plats 20 på deras lista över Braxtons tjugofem bästa låtar i karriären. Den 2 oktober 2021 släppte Blackground låten och resten av albumet Libra till alla streamingstjänster. Blackground hade tidigare vägrat att släppa sin musikkatalog online.

## Försäljning
Utan support från Blackground missade "Trippin' (That's the Way Love Works)" den prestigefyllda amerikanska singellistan Billboard Hot 100. Både Billboard och journalisten Mary Ann Gibson vid Jet Magazine kritiserade Braxtons skivbolag. Gibson menade att låten hade stor potential att bli en hit och refererade till framgångarna Carey och Blige upplevt med sina liknande låtar. Hon skrev: "Det är synd att Braxton inte ges samma möjlighet till comeback. 'Trippin' skulle mycket väl ha kunnat vara hennes 'We Belong Togehter' eller 'Be Without You'. Blackground har verkligen gått miste om en hitlåt på grund av deras agerande - eller rättare sagt - saknad av agerande."
"Trippin' (That's the Way Love Works)" noterades på plats 67 på förgreningslistan Hot R&B/Hip-Hop Songs den 12 november 2005. Den gick även in på Hot R&B/Hip-Hop Airplay och Adult R&B Songs, listor som sammanställs med data utifrån antal spelningar på amerikanska radiostationer. På den sistnämnda spenderade "Trippin' (That's the Way Love Works)" totalt 18 veckor och nådde plats 19.

## Format och låtlistor
| 1. | ”Trippin' (That's the Way Love Works)” (Radio Mix)     | 4:04 |
| 2. | ”Trippin' (That's the Way Love Works)” (Instrumental)  | 4:04 |
| 3. | ”Trippin' (That's the Way Love Works)” (Call Out Hook) | 4:09 |

| 1. | ”Trippin' (That's the Way Love Works)” (Radio Edit)    | 4:04 |
| 2. | ”Trippin' (That's the Way Love Works)” (Instrumental)  | 4:04 |
| 3. | ”Trippin' (That's the Way Love Works)” (Album Version) | 4:07 |
| 4. | ”I Hate You”                                           | 4:03 |

| 1. | ”Trippin' (That's the Way Love Works)” (Radio Edit) | 4:04 |
| 4. | ”I Hate You”                                        | 4:03 |

## Medverkande
Information hämtad från Edel Records CD-singel utgivning av "Trippin' (Thats the Way Love Works)".
- Låtskrivare – Bryan-Michael Cox, Kendrick Dean, Johntá Austin, Toni Braxton
- Produktion – Bryan-Michael Cox, Kendrick "Wyldcard" Dean
- Ljudmixning – Rick DeVerona
- Inspelning – Sam Thomas
- Mastering – Gene Grimaldi
- Stränginstrument – Kendrick Dean
- Gitarr – Siete
- Bakgrundssång – Johnta’ Austin, Tamar Braxton, Toni Braxton

## Topplistor
| Lista (2005)                            | Högsta listplacering |
| --------------------------------------- | -------------------- |
| USA Hot R&B/Hip-Hop Songs (Billboard)   | 67                   |
| USA Hot R&B/Hip-Hop Airplay (Billboard) | 63                   |
| USA Adult R&B Songs (Billboard)         | 19                   |

## Utgivningshistorik
| Region   | Datum              | Format                        | Skivbolag                              |
| -------- | ------------------ | ----------------------------- | -------------------------------------- |
| USA      | 26 september, 2005 | Radio (mainstream), CD-singel | Blackground Records, Universal Records |
| Tyskland | 18 november 2005   | CD-singel                     | Edel Records                           |
| Tyskland | 9 december, 2005   | CD-singel                     | Edel Records                           |